# Yacatecuhtli

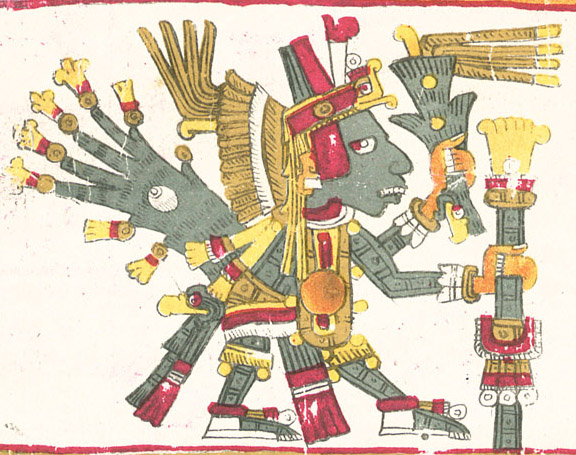
Yacatecuhtli descritto nel Codice Borgia.

Yacatecuhtli, in náhuatl "Chi va prima", era il dio azteco del commercio e dei viaggiatori, principalmente dei viaggi commerciali. Il suo simbolo era un gruppo di bastoni legati.